# 国民民主会議 (ガーナ)
国民民主会議（こくみんみんしゅかいぎ、英: National Democratic Congress、NDC）は、ガーナの社会民主主義政党。

## 概要
1981年から20年間、国のトップにいたジェリー・ローリングスが1992年の総選挙前に結成した。1996年の大統領選ではローリングスがNDCの候補になり、2001年に彼の2期目が満了した。副大統領だったジョン・アッタ・ミルズは2000年と2004年の大統領選に出馬したが、いずれも二位に終わった。2004年12月7日の総選挙では230議席中94議席を獲得した。
2006年12月21日に行われた2008年大統領選の候補者選びで、ミルズが81.4%（1362票）、エクウォー・スピオ＝ガーブラーが8.7%（146票）、アルハージ・マハマ・イドリスーが8.2%（137票）、エッディー・アナンが1.7%（28票）をそれぞれ得票し、ミルズが圧倒的多数で選出された。2008年4月にはジョン・ドラマーニ・マハマが副大統領候補に選ばれた。大統領選は12月28日に行われ、翌年1月3日に選挙の有効性が認められてミルズが大統領になった。しかし、2012年7月24日にミルズ大統領が死去したため、ジョン・ドラマニ・マハマが暫定大統領になった。マハマは同年12月の大統領選で再選された。
NDCのシンボルはてっぺんに鷲の頭を頂いた傘で、党の色は赤、白、緑、黒である。
社会主義インターナショナルに加盟している。

## 選挙結果
NDCは、第四共和制が始まってから全ての国政選挙に参加している。

### 総選挙
| 年度   | 得票数    | 得票率 | 議席数 | 選挙結果 |
| ------ | --------- | ------ | ------ | -------- |
| 2020年 | 6,094,478 | 46.2%  | 137    | 野党     |
| 2016年 | 4,713,277 | 44.4%  | 104    | 野党     |
| 2012年 | 5,155,617 | 46.7%  | 148    | 政権与党 |
| 2008年 | 3,776,917 | 44.2%  | 116    | 政権与党 |
| 2004年 | 3,567,021 | 40.9%  | 94     | 野党     |
| 2000年 | 2,690,360 | 41.2%  | 91     | 野党     |
| 1996年 | —         | —      | 133    | 政権与党 |
| 1992年 | —         | —      | 189    | 政権与党 |

### 大統領選
| 年度             | 候補者                   | 得票数    | 得票率 | 選挙結果               |
| ---------------- | ------------------------ | --------- | ------ | ---------------------- |
| 2020年           | ジョン・ドラマニ・マハマ | 6,213,182 | 47.36% | 敗北                   |
| 2016年           | ジョン・ドラマニ・マハマ | 4,713,277 | 44.4%  | 敗北                   |
| 2012年           | ジョン・ドラマニ・マハマ | 5,574,761 | 50.7%  | マハマ政権             |
| 2008年（第二次） | ジョン・アッタ・ミルズ   | 4,501,466 | 50.1%  | ミルズ政権             |
| 2008年（第一次） | ジョン・アッタ・ミルズ   | 4,056,634 | 47.9%  | 二次投票へ             |
| 2004年           | ジョン・アッタ・ミルズ   | 3,850,368 | 44.6%  | 敗北                   |
| 2000年（第二次） | ジョン・アッタ・ミルズ   | 2,728,241 | 43.3%  | 敗北                   |
| 2000年（第一次） | ジョン・アッタ・ミルズ   | 2,895,575 | 44.8%  | 二次投票へ             |
| 1996年           | ジェリー・ローリングス   | —         | 57.4%  | 第二次ローリングス政権 |
| 1992年           | ジェリー・ローリングス   | 2,327,600 | 58.4%  | ローリングス政権       |